# Cosoltepec
Cosoltepec là một đô thị thuộc bang Oaxaca, México. Năm 2005, dân số của đô thị này là 1022 người.